# Žichovice
Žichovice (deutsch Schichowitz) ist eine Gemeinde in Tschechien. Sie liegt anderthalb Kilometer südlich von Rabí und gehört zum Okres Klatovy.

## Geographie
Žichovice befindet sich rechtsseitig der Otava an der Einmündung des Baches Nezdický potok (Straschiner Bach) in den Šumavské podhůří (Böhmerwaldvorland). Nördlich erheben sich der Allerheiligenberg (539 m), die Lišná (577 m) und der Burgberg mit der Burg Rabí, im Nordosten die Hůrka (486 m) und der Ždánov (532 m), östlich der Kuneš (506 m), der Kozník (Hoyna, 637 m) und die Nětice (517 m), im Südosten der Dědkův kůň (574 m), südlich der Hradec (469 m), im Südwesten der Kočí břeh (566 m) und der Křešňovec (596 m), westlich der Svat (568 m) und der Pumperk (558 m) sowie im Nordwesten die Čepičná (671 m) und der Chanovec (555 m). Im Norden erstreckt sich der Naturpark Buděticko. Gegen Osten liegen die Teiche Chobot und Panský nezamyslický rybník. Am nördlichen Ortsrand verläuft die Bahnstrecke Horažďovice předměstí–Klatovy.
Nachbarorte sind Lázna, Rabí, Podrabský Mlýn und Bojanovice im Norden, Velké Hydčice, Hejná und Karlovce im Nordosten, Kalenice, Kejnice und Nezamyslice im Osten, Lázna, Frymburk, Domoraz, Vojnice und Mačice im Südosten, Bílenice, Podolí, Bešetín, Benešův Mlýn und Dražovice im Süden, Čímice und Velká Chmelná im Südwesten, Dobršínský Mlýn, V Luhu, Dobršín und Čepice im Westen sowie Lípová Lhota und Budětice im Nordwesten.

## Geschichte

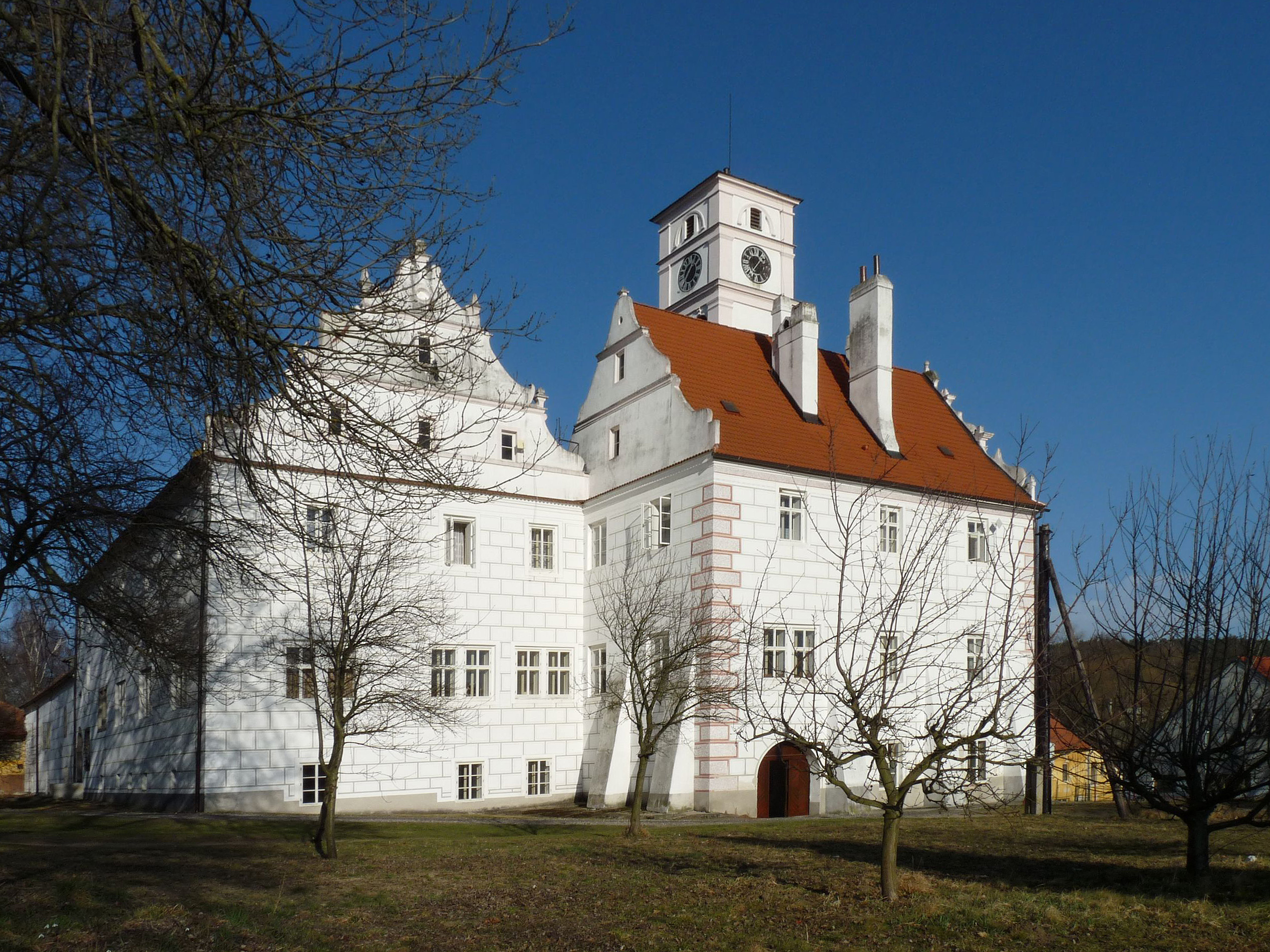
Schloss Žichovice

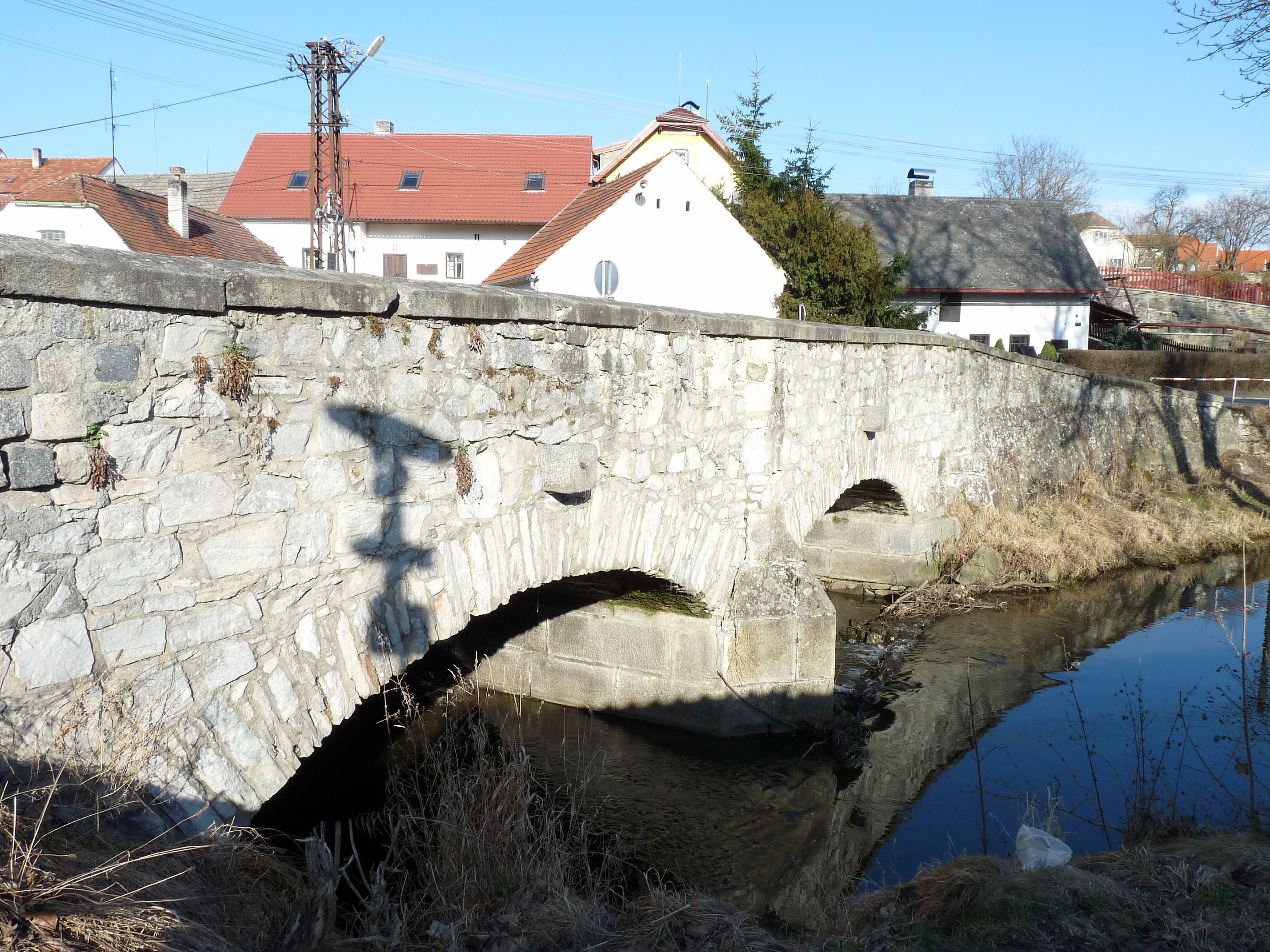
Untere Brücke

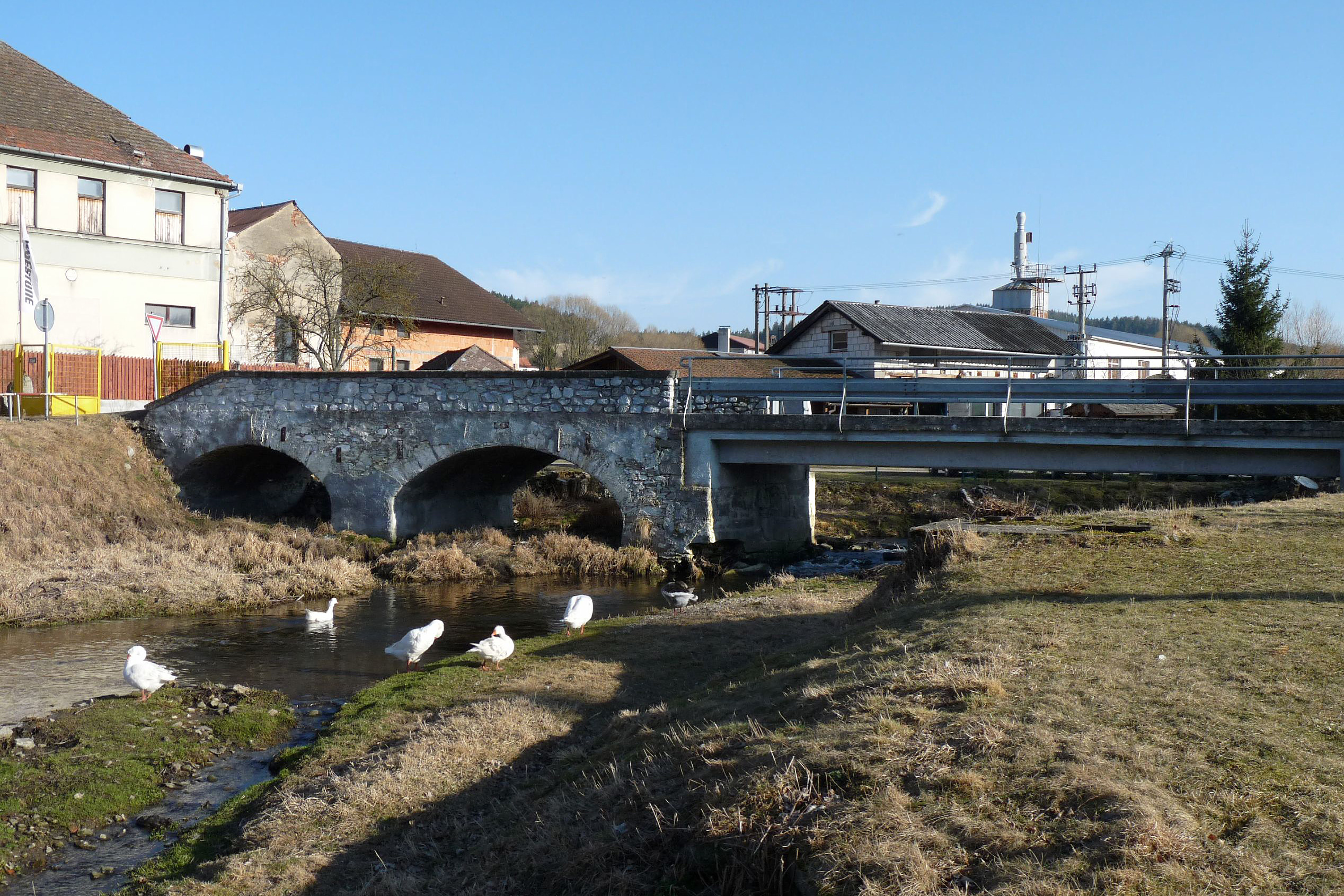
Obere Brücke

Die erste schriftliche Erwähnung von Žichovice erfolgte in einer Schenkungsurkunde des Herzogs Břetislav I. über 17 Dörfer des Prachiner Kreises vom 18. Oktober 1045 an das Benediktinerstift Breunau, bei der es sich jedoch um ein Breunauer Falsifikat aus dem 13. Jahrhundert handelt. Die Benediktiner ließen in Nezamyslice ein Tochterkloster errichten, zu dem die Klosterhöfe Nezamyslice und Žichovice, eine vierradige Mühle in Malé Hydčice, die Mühle in Staníkov mit zwei Mühlrädern und zwei weiteren Wasserrädern für die Goldseifen in der Otava sowie weitere Mühlen in Žichovice, Olešovice und Staníkov gehörten. Vor der ersten Belagerung der Burg Rabí durch die Hussiten wurde das Kloster im Jahre 1420 durch das Heer von Jan Žižka niedergebrannt. Da auch das Mutterkloster zu Beginn der Hussitenkriege zerstört worden war, überließ Kaiser Sigismund die Güter des ehemaligen Klosters Nezamyslice in den 1420er Jahren den Brüdern Johann und Wilhelm d. J. von Riesenberg, die zu dieser Zeit auch die Herrschaft Raby als Pfand erhielten. Břetislav Swihowsky von Riesenberg veräußerte 1544 die Herrschaft Raby an Heinrich II. von Kurzbach auf Trachenberg und Militsch; das Gut Žichovice behielt er für sich und ließ in Žichovice ein Schloss errichten. Im Jahre 1549 verkaufte der verschuldete Břetislav Swihowsky von Riesenberg auch das Gut Žichovice an Heinrich von Kurzbach. Nachfolgende Besitzer von Žichovice und Rabí waren ab 1557 Dionýs Malovec von Libějovice und ab 1559 Wilhelm von Rosenberg. Letzterer verkaufte das Gut Žichovice mit den Dörfern Žichovice, Nezamyslice, Čepice, Čímice und Domoraz 1568 an Johann Kawka von Řičan. Dessen Sohn veräußerte das Gut 1603 an Heinrich von Kolowrat-Liebsteinsky. Später erwarb es Theobald (Bohdan) Schwihowsky von Riesenberg.
Nach der Schlacht am Weißen Berg wurden die Güter des Theobald Schwihowsky von Riesenberg wegen seiner Beteiligung am Ständeaufstand von 1618 konfisziert und die Herrschaft Schichowitz an Heinrich von Kolowrat-Liebsteinsky verkauft. Nachfolgende Besitzer waren ab 1634 Franz Ulrich von Kolowrat-Liebsteinsky, danach Elisabeth von Kolowrat-Lobkowicz, ab 1675 Wilhelm Albrecht von Kolowrat-Krakowsky und ab 1692 Johann Franz von Kolowrat-Krakowsky. Letzterer erwarb von Heinrich Enis von Atter und Iveaghe auf Enis-Laschan noch das Gut Bilenitz (Bílenice) und vereinigte es mit der Herrschaft Schichowitz. 1707 verkaufte Johann Franz von Kolowrat-Krakowsky die Herrschaft an den Passauer Fürstbischof Johann Philipp Reichsfürst von Lamberg. Dieser erwarb im Jahr darauf von Johann Albrecht Chanowsky von Langendorf noch die Herrschaft Raby und von Anna Franziska von Iselin 1710 die Herrschaft Žihobec mit dem Gut Stradal. Ihn beerbte sein Neffe Franz Anton von Lamberg, der die vereinigten Güter im Jahre 1716 zu einem Fideikommiss erhob. Danach folgte 1760 dessen Sohn Johann Friedrich Reichsfürst von Lamberg, der die Herrschaft im Jahre 1765 noch um das Gut Kalenitz erweiterte. 1791 trennte er den Freihof Bohow (Bohov) vom Fideikommiss ab und verkaufte ihn an Joseph Leopold Panowsky. Wenig später kaufte er das Gut Kladrub hinzu. Im Jahre 1795 ließ er bei Bojanowitz ein Eisenbergwerk anlegen, das jedoch bereits 1799 wegen Unergiebigkeit stillgelegt wurde. Johann Friedrich von Lamberg verstarb 1797 ohne Nachkommen. Die Familie von Lamberg verkaufte 1803 die angeschlossenen Allodialgüter Kalenitz und Kladrub an Joseph Johann Ritter von Puteany bzw. an Adalbert Winitzky. Durch das Erlöschen der reichsfürstlichen Linie fielen deren Würde, Güter und Ämter 1804 an Johann Friedrichs Neffen Karl Eugen († 1831) aus der jüngeren Linie der Lamberger, der damit zum Reichsfürsten von Lamberg, Freiherrn von Ortenegg und Ottenstein auf Stöckern und Amerang erhoben wurde. Im Jahre 1815 wurde auf dem Straschiner Bach eine obrigkeitliche Holzschwemme nach der Wottawa bei Schichowitz eingerichtet; wegen zu geringen Ertrags wurde die Flößerei bereits 1825 wieder aufgegeben. Karl Eugens ältester Sohn Gustav Joachim Fürst von Lamberg († 1862), der wegen seiner Beteiligung am Attentat auf Kronprinz Ferdinand im Jahre 1832 u. a. mit der Grünen Schnur und einem Heiratsverbot bestraft worden war, trat das Erbe 1834 an.
Im Jahre 1838 umfasste die Fideikommissherrschaft Schichowitz samt den Gütern Raby, Budietitz, Žihobetz und Stradal eine Nutzfläche von 17.605 Joch 295 Quadratklafter einschließlich 45 Teichen. Auf ihrem Gebiet lebten 8185 Personen, darunter 16 jüdische Familien. Mit Ausnahme des deutschsprachigen Ortes Sosum waren alle anderen Dörfer tschechischsprachig. Die Haupterwerbsquelle bildete die Landwirtschaft; die Bewohner der Gebirgsdörfer um Straschin und Nestitz ernährten sich von der Flachsspinnerei, Weberei, Holzfällerei, Holzverarbeitung, Kalkbrennerei und Tagelöhnerarbeiten. Die herrschaftlichen Wälder wurden durch die Zaluscher, Sobietitzer, Budietitzer und Beschetiner Forstreviere bewirtschaftet. Bei Raby, Ostružno, Čepitz, Nestitz und Budietitz wurden ergiebige Kalksteinbrüche betrieben, der gebrannte Kalk wurde bis nach Klattau, Taus und Waldmünchen verkauft. In Nezamislitz befand sich ein Spital. In der Herrschaft gab es 102 Gewerbetreibende. Zur Herrschaft Schichowitz gehörten die 17 Dörfer Schichowitz, Nezamislitz, Zimitz, Damnietitz (Damětice), Domoras, Frimburg, Koynitz, Wieschtin (Věštín), Pohorsko, Bilenitz, Sobieschitz, Damitsch (Damíč ), Schimanau (Šimanov), Beschetin (Bešetín), Dražowitz, Neudorf und Tschepitz (Čepice); zum Gut Raby das schutzuntertänige Städtchen Raby sowie die Dörfer Bojanowitz und Budietitz; zum Gut Žihobetz die Dörfer Žihobetz, Rosed (Rozsedly), Straschin, Nestitz, Sosum und Wostružno sowie vier Häuser von Karlowetz (Karlovce), drei Häuser von Maletsch (Maleč), zwei Häuser von Kadeschitz (Kadešice) und ein Haus von Bukownik. Das an der Kommerzialstrasse von Schüttenhofen nach Strakonitz gelegene Dorf Schichowitz bzw. Žichowice bestand aus 50 Häusern mit 412 tschechischsprachigen Einwohnern, darunter zwei jüdischen Familien. Im Ort gab es ein obrigkeitliches Direktorialamt, ein herrschaftliches Schloss, einen Meierhof, ein Bräuhaus, eine Mühle, ein Branntweinhaus, eine Pottaschensiederei und ein Einkehrhaus. Rechtsseitig des Straschiner Baches lagen das Dorf und der Meierhof, linksseitig das Schloss, das Bräuhaus und die Mühle. Pfarrort war Nezamislitz. Bis zur Mitte des 19. Jahrhunderts war Schichowitz der Amtssitz der Fideikommissherrschaft Schichowitz samt den Gütern Raby, Budietitz, Žihobetz und Stradal.
Nach der Aufhebung der Patrimonialherrschaften bildete Žichovice / Schichowitz ab 1850 eine Gemeinde im Gerichtsbezirk Schüttenhofen. Gustav Joachim von Lamberg unterhielt ein unstandesgemäßes Verhältnis mit Kateřina Hrádková, der Tochter des Čejkover Schaffers, aus dem acht Kinder hervorgingen. Im Jahre 1854 wurde seine Strafe durch eine Amnestie aufgehoben. Am 6. Januar 1855 heiratete Gustav Joachim von Lamberg in Strašín seine Geliebte, der er zuvor schon ohne Wissen der Familie sein österreichisches Gut Lechnerdorf überschrieben hatte. Wegen der unstandesgemäßen Heirat machte die Verwandtschaft den Fürstentitel und den damit verbundenen Besitz seinen Nachkommen streitig. Ab 1868 gehörte die Gemeinde zum Bezirk Schüttenhofen. Nachdem Josef Friedrich Emil von Lamberg 1878 als Erbe ausgeschlossen worden war, wurde das Erbe schließlich Rudolf Graf Lamberg aus dem ungarischen Familienzweig der Lamberg zugesprochen; später fiel der Besitz an den österreichischen Zweig der Grafen von Lamberg. Zu dieser Zeit verdiente sich ein Teil der Bewohner seinen Lebensunterhalt als Flößer. Sie transportierten das aus dem Böhmerwald getriftete Holz über die Otava, Moldau und Elbe zum Hamburger Holzhafen. Im Jahre 1888 wurde die Bahnstrecke Horažďowitz – Klattau eingeweiht, der Bahnhof Schichowitz entstand auf freiem Feld hinter dem Schloss. Im selben Jahre wurde in Žichovice auch ein Postamt eingerichtet und die Freiwillige Feuerwehr gegründet. 1889 entstand die erste Kalkbrennerei. Zu Beginn des 20. Jahrhunderts wurde in Žichovice ein Telegraphenamt eingerichtet. Am Bahnhof entstand eine neue Siedlung, so dass das Schloss zum Zentrum des Ortes wurde. Im Jahre 1946 wurde die Familie Lamberg enteignet. Im Zuge der Aufhebung des Okres Sušice kam Žichovice 1960 zum Okres Klatovy. Am 1. Juli 1980 wurden Čímice, Domoraz, Želenov und Nezamyslice (mit Damětice) eingemeindet. Sämtliche Ortsteile lösten sich zum 1. Jänner 1992 wieder von Žichovice los.

## Gemeindegliederung
Für die Gemeinde Žichovice sind keine Ortsteile ausgewiesen. Zu Žichovice gehört die Siedlung Lázna (Lazna).

## Sehenswürdigkeiten
- Renaissanceschloss Žichovice: Die Feste Žichovice wurde um 1544 von Břetislav Swihowsky von Riesenberg errichtet. Nach 1603 ließ Heinrich von Kolowrat-Liebsteinsky die Feste zu einem Renaissanceschloss umbauen. Seine heutige Gestalt erhielt das zweiflügelige Bauwerk mit quadratischem Glockenturm nach 1675 unter Albrecht Wilhelm Kolowrat-Krakowsky, der auch die Schlosskapelle des hl. Franziskus erbauen ließ. Von 1707 bis 1946 gehörte es der Familie von Lamberg. Heute dient das sanierte Bauwerk als Wohngebäude.
- Statue des hl. Johannes von Nepomuk aus der ersten Hälfte des 18. Jahrhunderts am Schloss. Ihr ursprünglicher Standort war auf der Schlossbrücke. Nach dem Hochwasser von 1890 wurde sie vor die Obere Brücke und 1912 vor das Schloss versetzt. Seit 1956 ist sie als Kulturdenkmal unter Schutz gestellt.
- Kapelle des hl. Aloysius, an der Straße vom Dorfplatz zum Schloss
- Kapelle des hl. Adalbert, östlich des Dorfes an der Straße nach Nezamyslice
- Obere Brücke über den Nezdický potok, die steinerne Brücke entstand im 18. Jahrhundert und wurde in der Mitte des 20. Jahrhunderts teilweile durch einen Stahlbetonbau ersetzt. Von der alten Brücke blieben zwei Rundbögen erhalten. Über die Brücke führt die Straße zum Bahnhof.
- Untere Brücke über einen Altarm der Otava zwischen Žichovice und Lázna, die aus zwei Segmentbögen bestehende Steinbrücke wurde zu Beginn des 17. Jahrhunderts errichtet. Über die Brücke führt die Straße nach Rabí.
- Historischer Speicher, am Schloss
- Ehemalige herrschaftliche Brauerei, neben dem Schloss, sie ist seit 1603 nachweislich. Im Jahre 1914 wurde die Brauerei stillgelegt. 1943 ließ die Familie Lamberg die ehemalige Brauerei zu einer Molkerei umbauen, in der zunächst vor allem Romadur, später auch holländischer Ziegelkäse (holandská cihla) produziert wurde. Nach der Enteignung der Familie Lamberg wurde der Betrieb 1946 als Filiale an die Molkerei Klatovy angeschlossen. 1948 wurde die Molkereigenossenschaft „Otava“ Žichovice gebildet. Zwischen 1957 und 1989 gehörte die Molkerei zum Volkseigenen Betrieb Šumavské mlékárny, Klatovy. Die nach der Samtenen Revolution privatisierte Molkerei Žichovice hatte nur kurzen Bestand und ging wegen Missmanagements in Konkurs.
- Gefallenendenkmal
- Mäander der Otava nördlich des Dorfes

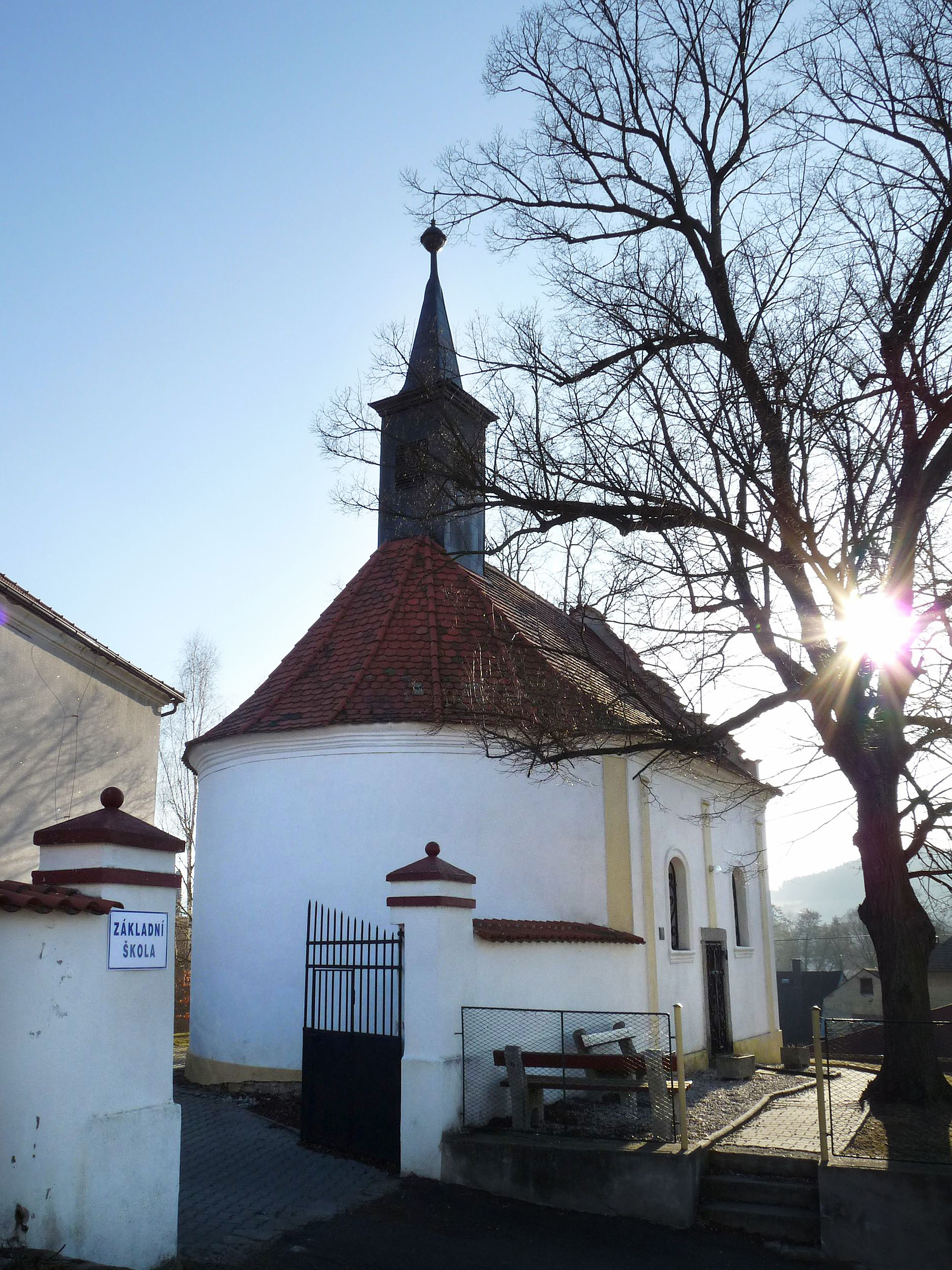
Kapelle des hl. Aloysius
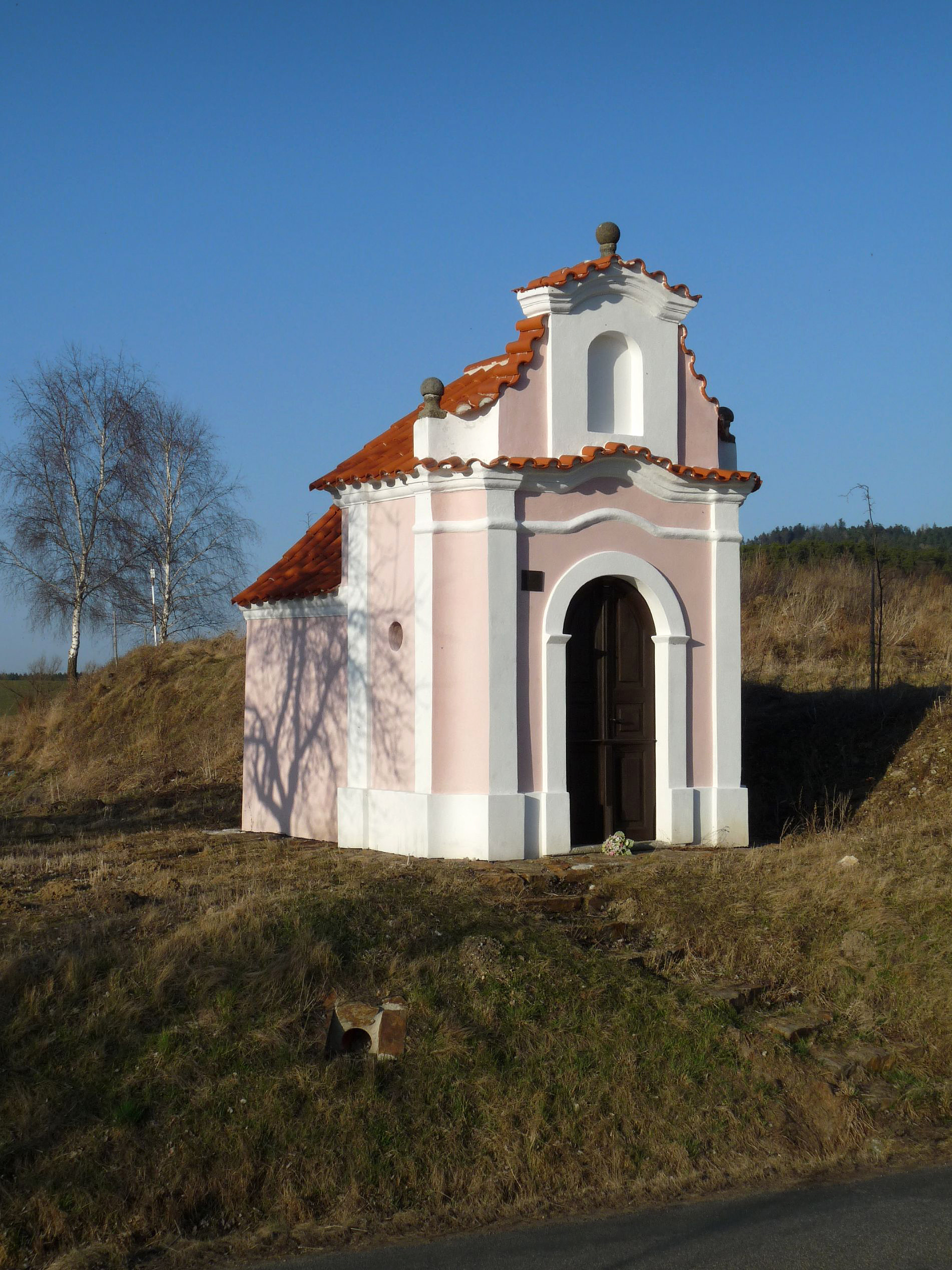
Kapelle des hl. Adalbert
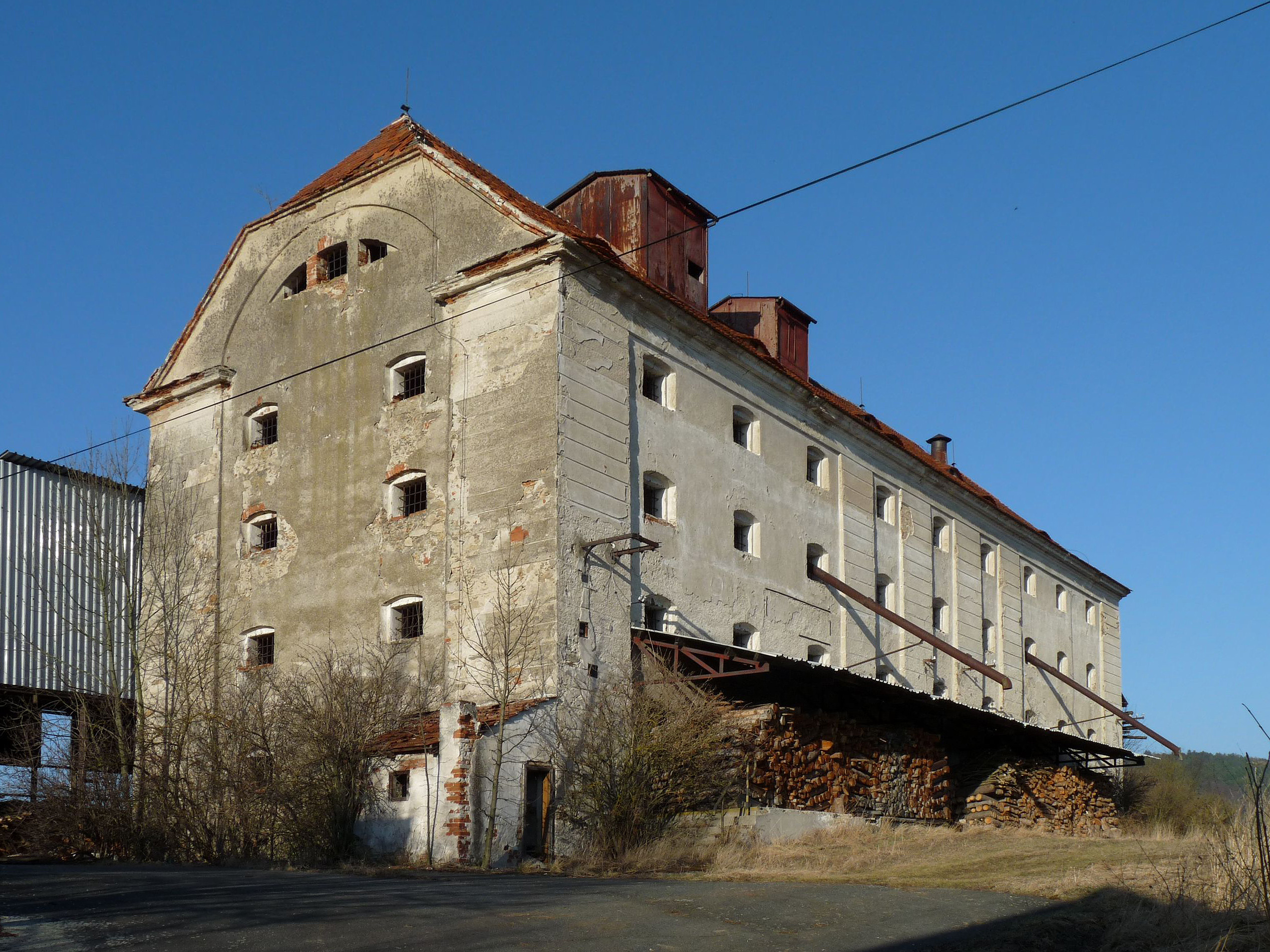
Speicher
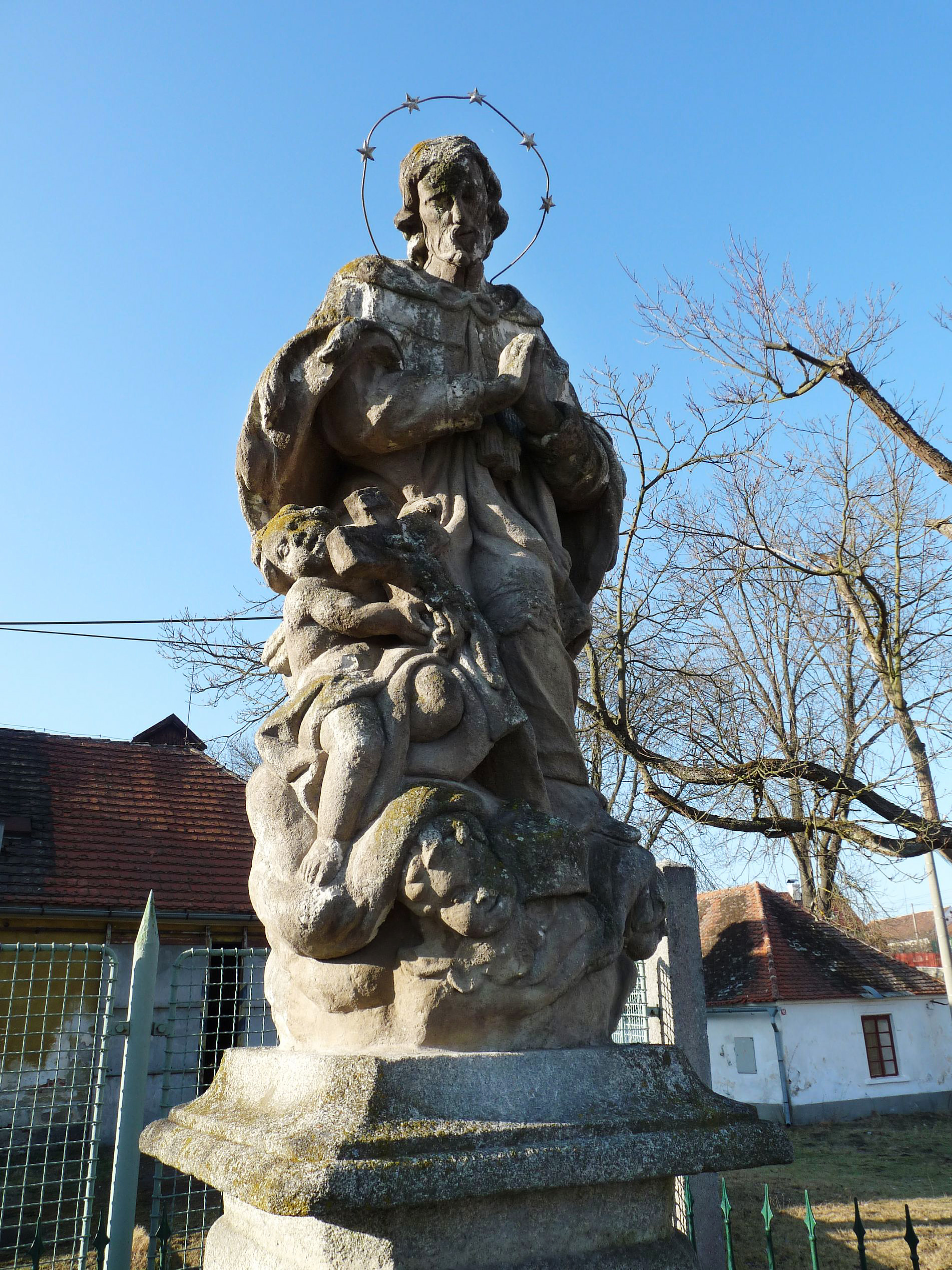
Statue des hl. Johannes von Nepomuk

## Persönlichkeiten
- Ulrich Franz Kolowrat (1607–1650), Adeliger
- Jaroslav Knotek (1912–1996), Hammer- und Diskuswerfer